# Tasov (okres Hodonín)
Tasov (německy Tassow), uváděný někdy také jako Tasov nad Veličkou, je obec v okrese Hodonín v Jihomoravském kraji, ležící na říčce jménem Velička, asi 6 km jihovýchodně od Veselí nad Moravou. Žije zde 521 obyvatel. Jde o původně vinařskou obec, rozprostírající se na západním okraji mikroregionu Horňácko. Někdy je označován též jako brána Horňácka (původně lidové označení pro horní, tzn. výše položenou část panství, v druhé polovině 20. století začalo být hojněji využíváno k označení etnografického podregionu Slovácka). Katastr Tasova se z asi 90 % rozkládá mezi levým břehem říčky Veličky a jednou z dominant západní části Bílých Karpat – horou Výzkum (439 m n. m.), která je jeho součástí a zároveň nejvýše položeným bodem.

## Z nejstarší historie
Tasov se tedy nachází na území mezi levým břehem řeky Moravy a hřebenem Bílých Karpat. Přesněji pak intravilánem obce na hranici území a katastrem uvnitř území, na něž si ještě ve druhém desetiletí 13. století zcela jednoznačně činila nárok uherská strana. Dochované písemné prameny uvádí první zmínku o obci právě z této doby. Uherský král Ondřej II. totiž vydal v roce 1217 listinu, v níž se říká, že dříve daroval „jakousi neobdělanou a pustou zemi jménem Skalica, ležící v příhraničí našeho království naproti Čechám“ (terram quandam nomine Skalza rudem et desertam, sitam in confinio nostri regni versus Bohemiam) hraběti Tomášovi. Následuje popis hranic zmiňovaného území.
Po Tomášově smrti se jeho synové, hrabě Sebus a Alexandr, představení královských číšníků, rozhodli území zalidnit, proto král pověřil mistra Hugrina, později královského kancléře, aby vyznačil hranice a bratry uvedl do držení jejich majetku. Kancléř Hugrinus se po provedení sám postaral o vydání královské listiny.
Na první pohled zaujme přesný popis hranic území a skutečnost, že i po osmi stech letech lze popisu rozumět a hranice Skalicka rekonstruovat: „Kteréžto země tak hranice počínají: vede od konce potoka Chvojnice, kde se vlévá do řeky Moravy a po této vodě vede výše k místu, kde se vlévá do řeky Moravy a po této vodě vede výše k místu, kde se potok Veliká (dnes Velička) vlévá do Moravy; a po téže Veliké vede až k portus Thozoy; zde vycházejíc vede po cestě vyzvědačů (či také stráží) z Čech, které se lidově říká 'Symarut', až k počátku potoka Vojšice směrem na východ; dále vede lesem přes jakýsi hřeben, kde je louka, odtud sestupuje údolím na pole, které je nazýváno 'Hwzewmezen'; zde postupuje a vede k počátku pramene Chvojnice a po řečené vodě sestupuje až k první hranici.“
Označení „portus Thozoy“ uvedené v originálním latinském textu (do přepisu názvu Tasov se však promítá maďarština), zcela bez pochyb ukazuje na Tasov, přičemž slovo „portus“ v latině může znamenat přístav (říční i mořský), bránu, stanici, vstup, obydlí či výchoziště.
Z tohoto místa se pak skutečně vycházelo na cestu v textu listiny jmenovanou jako „Symarut“ ('ut' je pravděpodobně z maďarštiny, znamená 'cesta') se soumary obtíženými nákladem. A tato cesta byla pravděpodobně skutečně využívaná i jako cesta strážců hranic či zvědů cestujících pod identitou obchodníků. Tasov tak mohl sloužit i jako stanice strážců hranic, které dodnes nářečí jihovýchodní Moravy nazývá „portáši“ (odvozeno od latinského „porta“).
Uvnitř uherského území nazývaného Skalica, do něhož byl Tasov branou, ležela také dnešní Strážnice a vedle míst současných obcí jako je např. Hrubá Vrbka, Malá Vrbka či Kuželov i místa současných obcí Petrova, Sudoměřic, Radějova a Kněždubu. Toto území bylo později připojeno k Moravě stejně jako území tzv. Lucké provincie, v níž převažoval uherský vliv.
Tasov tak jako významný hraniční bod s vysokou pravděpodobností existoval již ve 12. století a zcela bez pochyb patří mezi nejstarší dochovaná obydlí v oblasti tzv. slováckého Zámoraví stejně jako mezi bývalé významné logistické uzly na cestách z Uher do Českých zemí a naopak.
V 16. století byl v Tasově vystavěn kostelík jednoty bratrské. V době pobělohorských reforem, kdy bylo obyvatelstvo Tasova rekatolizováno, byl kostelík v roce 1654 zbořen a materiál z něj byl použit pro výstavbu katolického kostela v sousední Hroznové Lhotě, k níž byl Tasov v rámci reforem přifařen.

## Pamětihodnosti a památníky
- Chráněná památka lidové architektury z konce 18. století – usedlost č. p. 52 s dochovanou vnitřní malbou tzv. žúdra.
- Kaple sv. Václava z roku 1928, jejíž stavbu financovali američtí rodáci.
- Pomník věnovaný památce 16 tasovských obětí první světové války
- Pomník věnovaný památce tasovských obětí druhé světové války, Josefu Pavlicovi a sokolskému odbojáři Josefu Valnému
- Pomník věnovaný památce 50 obětí druhé světové války z řad vojáků osvoboditelské Rumunské armády

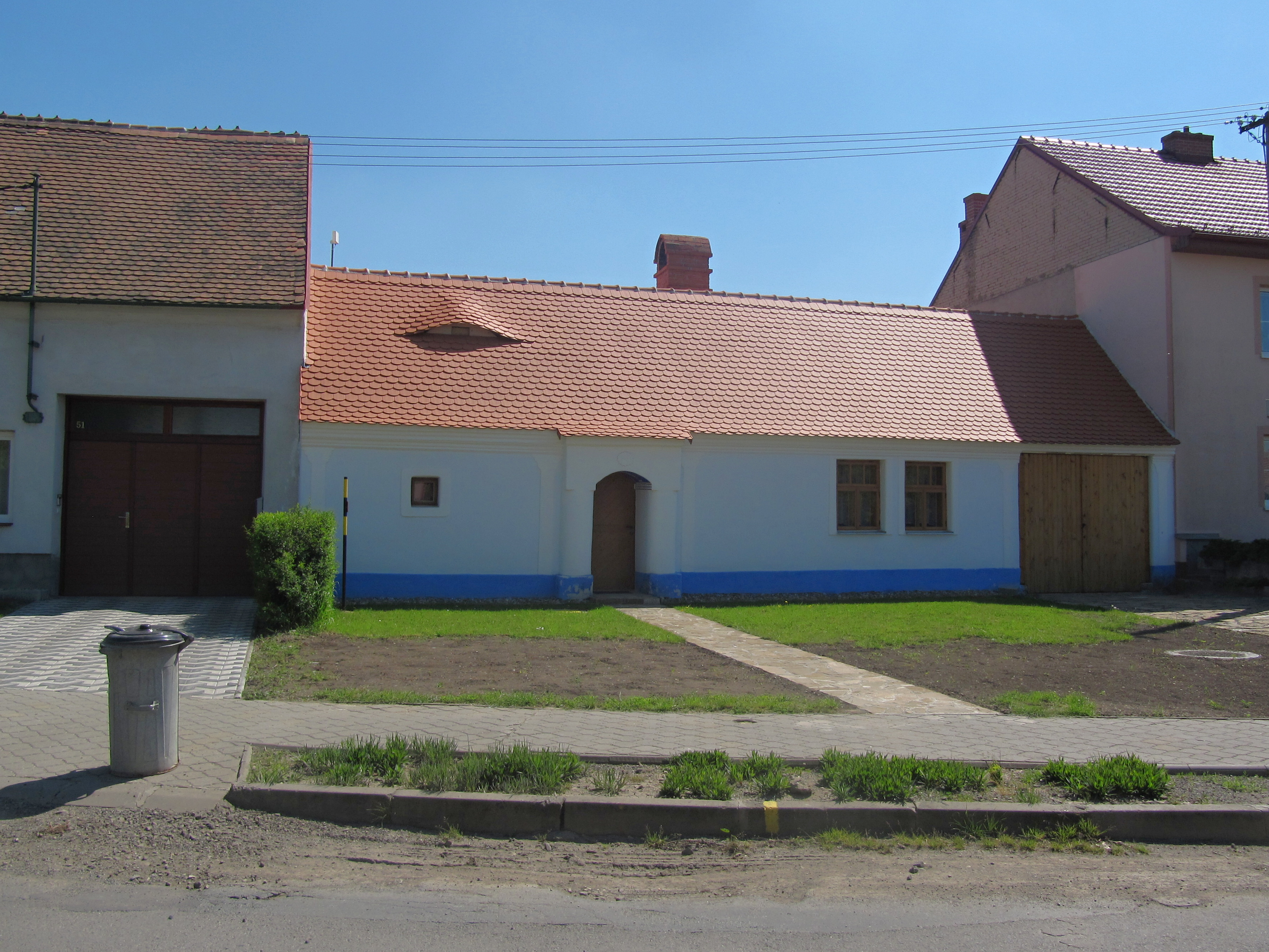
Usedlost č.p. 52
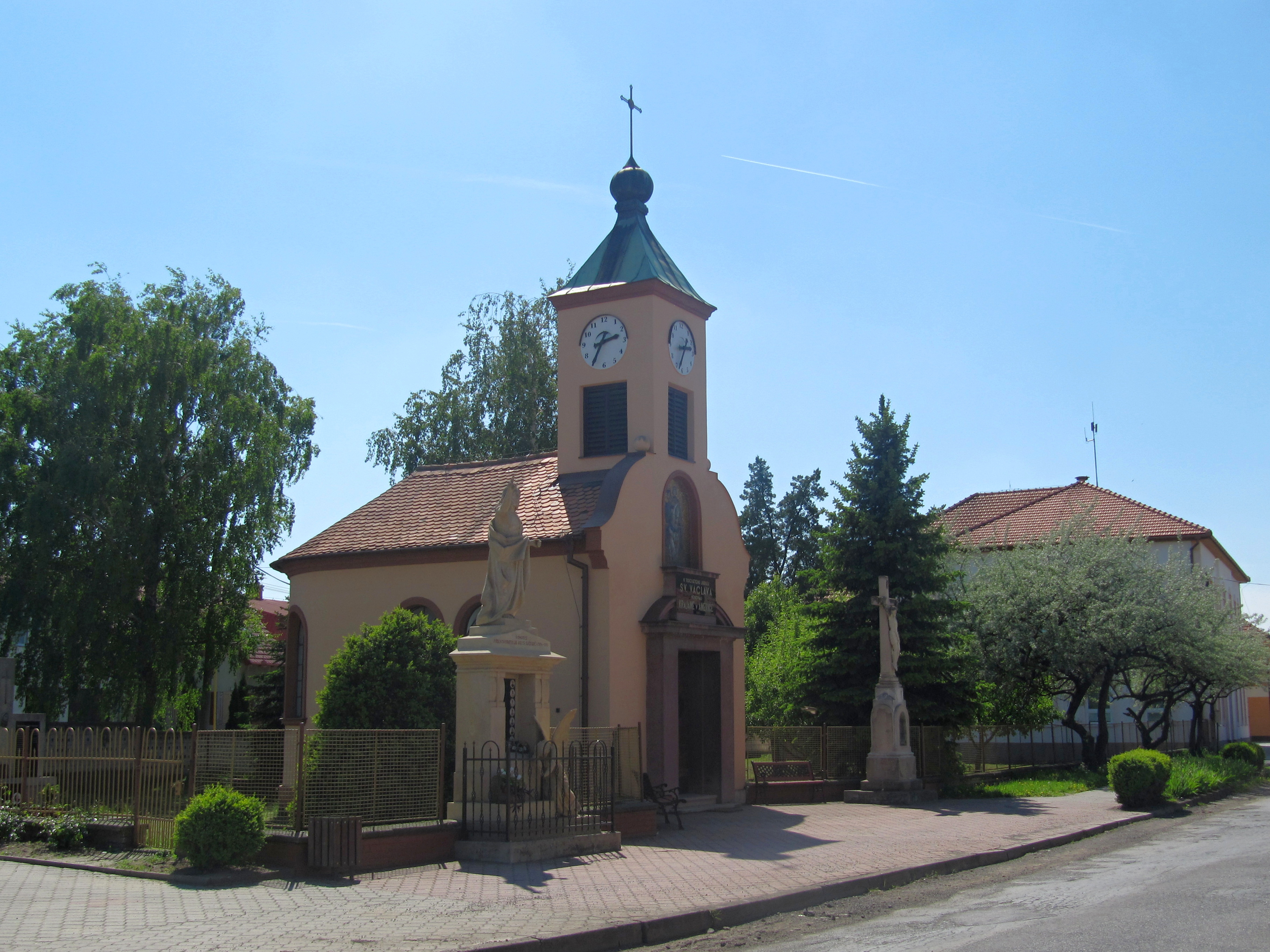
Kaple sv. Václava

## Osobnosti

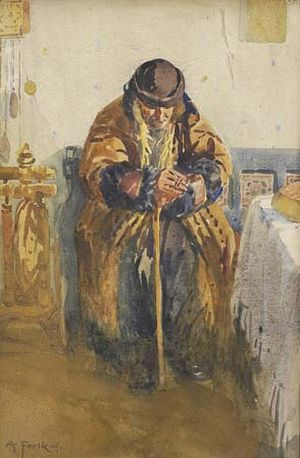
A. Frolka: Portrét starce (akvarel na papíře, 26 x 36 cm)

- Antoš Frolka (1877–1935), slovácký malíř
- Rozka Falešníková (1900–1983), lidová umělkyně – malérečka, sběratelka a uznávaná znalkyně horňáckých výšivek

## Samospráva
V letech 2010-2014 a 2014-2018 byl starostou František Kraus.
Na ustavujícím zasedání zastupitelstva, které se konalo 1.11.2018 byl do této funkce zvolen ing. Vlastimil Falešník.